# Sigrid Semper
 Sigrid Semper, geborene Habedank (* 22. Dezember 1940 in Loburg, Landkreis Jerichow I) ist eine deutsche ehemalige Politikerin der Freien Demokratischen Partei (FDP) und war von 1990 bis 1994 Mitglied des Deutschen Bundestages.

## Leben
Sigrid Semper besuchte die Heimoberschule in Wendgräben und legte dort ihr Abitur ab. Sie studierte an der Pädagogischen Hochschule Halle und schloss als Diplom-Lehrerin für Mathematik und Physik ab. Anschließend war sie Lehrerin im Hochschuldienst an der Pädagogischen Hochschule „Clara Zetkin“. Dort wurde sie 1983 mit einer Arbeit Zu den erzieherischen Potenzen kollektiv-kooperativen Lernens für die Verbesserung der sozialen Stellung leistungsmässig zurückgebliebener Schüler im Kollektiv zum Dr. päd. promoviert. 
Nach ihren vier Jahren als Abgeordnete im Bundestag konnte sie nicht zurück zu ihrem alten Arbeitgeber: Die Pädagogische Hochschule in Leipzig war aufgelöst worden. Sie sollte daraufhin eine Stelle an der Universität Leipzig erhalten.

## Politik
Sigrid Semper trat 1965 in die Liberal-Demokratische Partei Deutschlands (LDPD) ein und wurde 1978 in den Leipziger Kreisvorstand gewählt. Die LDP(D) ging im August in der gesamtdeutschen FDP auf.
Sie war vom 20. Dezember 1990 bis 10. November 1994 für eine Wahlperiode Abgeordnete des Deutschen Bundestages. Sie wurde über die Landesliste der sächsischen FDP gewählt. Im Parlament gehörte sie dem Verteidigungsausschuss bis Oktober 1992 an und danach dem Ausschuss für Frauen und Jugend.
Nach ihrem Ausscheiden kandidierte sie 1994 bei der Wahl zum Oberbürgermeister von Leipzig. Nach dem ersten Wahlgang, bei dem sie 2,4 % der Stimmen erhalten hatte, zog sie ihre Kandidatur zurück.